# 1, 2 Step
"1, 2 Step" är en låt av den amerikanska sångerskan Ciara. Den släpptes som den andra singeln från hennes debutalbum, Goodies under hösten 2004 i USA och senare 2005 internationellt. I låten medverkar Missy Elliott.

## Topplistor
| Topplista (2004–2005)                        | Högsta position |
| -------------------------------------------- | --------------- |
| Australien (ARIA)                            | 2               |
| Belgien (Ultratop Flandern)                  | 14              |
| Finland (Finlands officiella lista)          | 10              |
| Frankrike (SNEP)                             | 31              |
| Irland (IRMA)                                | 3               |
| Nederländerna (Nederlandse Top 40)           | 17              |
| Nya Zeeland (RIANZ)                          | 2               |
| Storbritannien (The Official Charts Company) | 3               |
| Sverige (Sverigetopplistan)                  | 23              |
| Tyskland (Media Control AG)                  | 7               |
| USA Billboard Hot 100                        | 2               |
| USA Hot Dance Club Songs (Billboard)         | 29              |
| USA Hot R&B/Hip-Hop Songs (Billboard)        | 4               |
| USA Pop 100 (Billboard)                      | 1               |